# Louis Richard
Louis Richard (Ginevra, 25 luglio 1896 – ...) è stato un calciatore svizzero, di ruolo difensore.